# Jerry Bush
Gerard Leon Bush, detto Jerry (Brooklyn, 6 settembre 1914 – Lincoln, 27 ottobre 1976), è stato un cestista e allenatore di pallacanestro statunitense, professionista nella NBL e nella ABL.
Era cugino di Jack Ahearn e nonno di Fred Hoiberg.

## Palmarès
- 4 volte campione NBL (1939, 1940, 1944, 1945)
- All-NBL First Team (1939)
- 3 volte All-NBL Second Team (1943, 1944, 1945)
- All Tournament Team WPBT (1942)
- All Tournament Second Team WPBT (1944)